# Jeff Dieschburg
Jeff Dieschburg (* 1998 in Luxemburg) ist ein luxemburgischer Maler. Dieschburg gilt als einziger luxemburgischer Vertreter eines neuen zeitgenössischen Klassizismus.

## Werdegang und Werk
Jeff Dieschburg absolvierte die „Section artistique“ im Athenée de Luxembourg und studierte danach fünf Jahre „Arts plastiques“ (Bildende Künste) in Straßburg. Bereits während des Studiums nahm er an Ausstellungen sowohl in Luxemburg als auch in Frankreich teil und konnte mehrere Preise gewinnen.
Dieschburgs Gemälde sind traditionell ausgeführte Ölmalereien, die ikonografisch und stilistisch stark aus den Werken der Alten Meister, vor allem der klassisch geprägten Richtungen, schöpfen. Die Themen, die er dabei aufgreift, stammen vorwiegend aus der Literatur und der Dichtung; dies spiegelt sich beispielsweise gut in seinem Bild „Helena von Troja“ wider.
Ein, im nationalen Kreis, bekanntes Werk Dieschburgs ist „Kingdom Come“, ein Porträt der Großherzogin von Luxemburg Maria-Adelheid von Nassau-Weilburg. Das Werk zeigt die tief religiöse Katholikin in der Rolle der literarischen Figur Gretchen und bedient sich einer Vielzahl von Symbolen, die sowohl in Bezug auf das Leben der Monarchin als auch in Verbindung mit dem literarischen Charakter interpretiert werden können. Das Gemälde wurde in offiziellem Rahmen auch der heutigen Erbgroßherzogin von Luxemburg, Stéphanie von Nassau, präsentiert.

## Rechtsstreit mit Jingna Zhang
Im Juni 2022 kam es zu einem Rechtsstreit mit der bekannten Fotografin Jingna Zhang, über den weltweit berichtet wurde.
Während der Biennale für zeitgenössische Kunst, in Strassen, wurde Dieschburg der Förderpreis für seinen Beitrag, bestehend aus mehreren Werken, verliehen. Darunter befand sich auch ein zweiteiliges Tafelwerk, ein sogenanntes Diptychon, mit dem Titel „Turandot“ welches für 6500 Euro erstanden werden konnte. Für das, während der Pandemie und im Rahmen seines Studiums entstandene Werk, nutze Dieschburg für die linke Tafel, welche die sagenumwobene chinesische Prinzessin zeigt, eine Modefotografie als Vorlage; die rechte Hälfte zeigt den abgeschlagenen Kopf eines Verehrers (ein Selbstporträt des Malers) der in Anlehnung an Repräsentationen Johannes des Täufers dargestellt wurde. Eine ehemalige Schulfreundin Dieschburgs verbreitet fälschlicherweise die Behauptung, der Maler hätte den Preis spezifisch für die Linke Tafel des Diptychons gewonnen. Sie bezichtigte ihn des Plagiats und kontaktierte Zhang, welche den Fall in die sozialen Medien trug. Sie forderte 15.000 Euro als Entschädigung da Dieschburg nie eine Lizenz für das Foto beantragt hatte – dieser jedoch wies die Geldforderung zurück. Folglich kam es zum Gerichtsprozess bei dem am 14. Oktober 2022 vor der „Chambre Des Référés“ ein erstes Urteil gesprochen wurde, zugunsten Dieschburgs. Zhang versuchte anschließend vor einem anderen Gericht zu ihrem Recht zu kommen, dieses Mal in der „Chambre Civile“. Entschieden wurde am 7. Dezember 2022, erneut zugunsten Dieschburgs. Die Richter konnten kein Plagiat feststellen. Zhang kritisierte auf all ihren Kanälen das Urteil und ging in Berufung. Der Berufungsprozess lief im Februar 2024 an und ein finales Urteil wurde am 8. Mai 2024 gesprochen. Die Richter behielten dieses Mal zurück die linke Tafel des Werkes „Turandot“ von Jeff Dieschburg verletze doch die Urheberrechte der Fotografin. Das Bild darf nicht mehr ausgestellt werden und Dieschburg muss für die Kosten des Prozesses aufkommen, welche sich auf 3000 Euro belaufen.
Ein bemerkenswerter Aspekt dieses Rechtsstreites war, dessen außergewöhnliche Verbreitung in den sozialen Netzwerken, in denen es zu zahlreichen Ausschreitungen kam. Während Dieschburg sich gänzlich enthielt, nur wenige Interviews gab, und keine Präsenz auf Facebook, X oder Instagram hatte, berichtete Zhang häufig über den Fall und schenkte ihrem Unmut Ausdruck. Die weltweiten Reaktionen waren teils äußerst heftig und trafen vor allem Dieschburg gegen den unter anderem Gewalt- und Morddrohungen verfasst wurden.
Darüber hinaus wurde der Maler ebenfalls für andere Bilder kritisiert, die er während seiner Studienzeit schuf, welche Kopien oder abgeänderte Kopien von bestehenden Werken darstellen. So warf RTL Luxemburg ihm beispielsweise vor Leonardo Da Vinci kopiert zu haben. Als Antwort auf diese Vorwürfe erwiderte Dieschburg es handele sich hierbei um Studienwerke, welche in geprüftem und legalem Kontext entstanden oder gezeigt worden waren. Er fügt hinzu, das Kopieren sei, wenn auch aus heutiger Sicht scheinbar problematisch, doch eine gängige Praxis der Maler früherer Jahrhunderte gewesen, um ihr Handwerk zu lernen.